# Diyà-ad-Dawla
Diyà-ad-Dawla fou emir buwàyhida del Baix Iraq o Bàssora per un temps vers 983-985. Era fill d'Àdud-ad-Dawla.
A la mort del seu pare Adud-ad-Dawla el 983, les possessions paternes foren dividides entre els seus fills. El presumpte successor Samsam-ad-Dawla, va rebre la senioritat i el govern de l'Iraq (amb autoritat sobre Bàssora) i el de Kirman (amb autoritat sobre Oman); el seu germà Xàraf-ad-Dawla va rebre el govern de Fars amb autoritat sobre el Khuzestan. Els germans petits Taj-ad-Dawla i Diyà-ad-Dawla van rebre els governs de Khuzestan i de Bàssora.
Xàraf-ad-Dawla va aprofitar la seva posició per apoderar-se del quarter general buwàyhida a la regió del Fars, fent matar el visir d'Àdud-ad-Dawla i obtenint el suport dels caps militars, molts dels quals havien estat empresonats en temps del seu pare. No obstant va reconèixer la senioritat del seu oncle Muàyyid-ad-Dawla de Rayy fins que aquest va morir el 984, però després el va succeir el seu germà Fakhr-ad-Dawla, que va donar suport a Samsam-ad-Dawla al que va proclamar com a shahanshah (rei de reis equivalent a emir sènior, en aquest cas excepte sobre Fakhr) i Xàraf-ad-Dawla va refusar reconèixer-lo. Diyà-ad-Dawla i el seu germà Taj-ad-Dawla van aprofitar aquesta situació per esdevenir gairebé independents als seus governs i van reconèixer la senioritat de Fakhr-ad-Dawla i de Samsam-ad-Dawla.
Però Xàraf-ad-Dawla va emprendre una ofensiva militar cap a l'Iraq, ocupant Ahwaz (Khuzestan) i Bàssora, que obeïen a Samsan el qual va haver de demanar la pau, signada sobre la base del reconeixement de la senioritat de Xàraf, acord que fou referendat pel califa (fou llavors quan va rebre el títol de Xàraf-ad-Dawla wa-Taj-al-Mil·la). Diyà-ad-Dawla i el seu germà Taj-ad-Dawla van haver de fugir al Djibal amb Fakhr-ad-Dawla, i van restar a Rayy sense jugar un posterior paper.